# جورج پاستل
جورج پاستل (انگلیسی: George Pastell؛ ‏ ۱۳ دسامبر ۱۹۲۳ – ۴ آوریل ۱۹۷۶) هنرپیشه اهل قبرس-بریتانیا بود.
از فیلم‌ها یا برنامه‌های تلویزیونی که وی در آن نقش داشته‌است، می‌توان به از روسیه با عشق، مومیایی، مغ، مولن روژ، خارطوم، شی، شهر ترسناک، محاصره خیابان سیدنی و خلیج ببر اشاره کرد.